# Комосево
Комосево (пол. Komosewo) — село в Польщі, у гміні Вонсош Ґраєвського повіту Підляського воєводства.
Населення — 112 осіб (2011).
У 1975-1998 роках село належало до Ломжинського воєводства.

## Демографія
Демографічна структура станом на 31 березня 2011 року:
|          | Загалом | Допрацездатний вік | Працездатний вік | Постпрацездатний вік |
| -------- | ------- | ------------------ | ---------------- | -------------------- |
| Чоловіки | 63      | 13                 | 35               | 15                   |
| Жінки    | 49      | 8                  | 28               | 13                   |
| Разом    | 112     | 21                 | 63               | 28                   |